# Grigorij Ivanovič Kotovskij
Grigorij Ivanovič Kotovskij (rusky Григорий Иванович Котовский; 12. červnajul./ 24. června 1881greg. Gančešty, Ruské impérium – 6. srpna 1925 Čebanka, Ukrajinská SSR) byl sovětský vojevůdce a komunistický politik.
Od ledna 1918 sloužil v „rudých“ vojskách. Velel jezdecké skupině Tiraspolského oddílu, během okupace Ukrajiny od března 1918 přešel do ilegality. Od dubna 1919 opět sloužil v Rudé armádě, od června 1919 velel 2. brigádě 45. střelecké divize. V listopadu 1919 až lednu 1920 se léčil ze zápalu plic, pak velel jezdecké brigádě téže divize. V dubnu 1920 vstoupil do komunistické strany.
V prosinci 1920 byl jmenován velitelem 17. jezdecké divize rudého kozáctva. Na Kavkaze a Ukrajině se účastnil bojů občanské války, jeho jednotky se podílely na potlačení povstání machnovců, antonovců a peltjurovců, zapojily se polsko-sovětské války. Od září 1921 velel 9. jezdecké divizi a od října 1922 2. jezdeckému sboru, jehož štáb sídlil v Tiraspolu. Vzhledem k vysokým vojenským funkcím byl zvolen i do Ústředního výkonného výboru (CIK) Moldavské autonomní sovětské socialistické republiky, Ukrajinské SSR i Sovětského svazu.
V létě 1925 byl za nevyjasněných okolností zastřelen Mejerem Zajderem.

## Odraz v kultuře
O Grigoriji Kotovském vznikl film Mstitel, na jehož natočení našla sovětská vláda prostředky dokonce v těžkém vojenském roce 1942. Hlavní roli ztvárnil ruský herec Nikolaj Mordvinov. Ruský režisér Stanislav Nazirov natočil v roce 2010 televizní seriál Kotovskij. Vyholená hlava v SSSR byla všeobecně nazývána „kotovským účesem“.
Protože se podílel na potlačení Tambovského povstání, bylo po něm pojmenováno město Kotovsk patnáct kilometrů severně od Tambova. Od roku 1935 bylo k jeho poctě přejmenováno také město Birzula na  Ukrajině, ale to bylo v roce 2016 v rámci dekomunizace Ukrajiny přejmenováno na Podilsk.